# Fazle Haq Khairabadi
Fazl-e-Haq Khairabadi (1797 – 19 agosto 1861) è stato un giurista indiano hanafi, studioso razionalista, teologo Maturidi, filosofo e poeta.
Era un attivista del movimento indipendentista indiano e fece una campagna contro l'occupazione britannica. Ha emesso un primo editto religioso a favore della jihad militare contro il colonialismo britannico nel 1857 e ha ispirato vari altri a partecipare alla ribellione del 1857. Scrisse Taḥqīqulfatvá fī ibt̤āl al-t̤ug̲h̲vá in confutazione del Taqwiyat al-Imān di Ismail Dehlvi e scrisse libri come al-S̲aurah al-Hindiyah.